# William Rockefeller Sr.

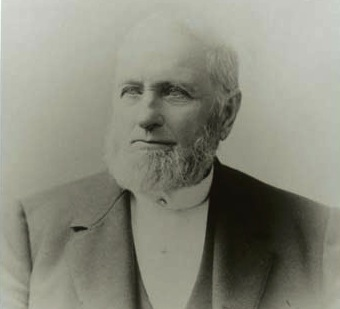
William Avery Rockefeller

William Avery „Devil Bill“ Rockefeller senior (* 13. November 1810 in Ancram, New York; † 11. Mai 1906 in Freeport, Illinois) war ein US-amerikanischer Händler und Hausierer. Er verkaufte unter dem Alias Dr. William Levingston Elixiere und betätigte sich als Landspekulant und Pferdehändler. Er wurde aufgrund seiner zwielichtigen Geschäfte als Quacksalber und Betrüger bezeichnet. 
William Rockefeller war Vater von mindestens acht Kindern, darunter war auch John D. Rockefeller, der die Standard Oil Company gründete und zum reichsten Menschen seiner Zeit wurde. Der Verbleib des älteren William Rockefeller nach einer Anklage wegen eines sexuellen Übergriffs wurde später zu einem peinlichen Familiengeheimnis für die Rockefellers. 

## Leben
Er war der älteste Sohn des Geschäftsmanns und Landwirts Godfrey Lewis Rockefeller und seiner Frau Lucy Avery. Die Vorfahren seines Vaters gehen auf Goddard Rockefeller (geboren als Gotthard Rockenfeller; 1590) aus Fahr, Deutschland, und das heute verlassene Dorf Rockenfeld als Namensgeber zurück. Seine Mutter war größtenteils englischer Abstammung und stammte von James Avery, einem frühen Siedler der Massachusetts Bay Colony, ab. Sein Stammbaum lässt sich bis auf König Edmund II. von England zurückverfolgen. Die Familie hatte insgesamt 10 Kinder, von denen William Avery der älteste Sohn war.

Eliza Davidson und William Avery

Rockefeller heiratete seine erste Frau, Eliza Davison, am 18. Februar 1837 in Niles, New York. Rockefeller lernte Eliza auf einer seiner Geschäftsreisen in Upstate New York kennen. Bevor er sie heiratete, war Bill in eine Frau namens Nancy Brown verliebt gewesen. Er heiratete jedoch schließlich Eliza, da ihr Vater ihr 500 Dollar gab, wenn sie heiratete, während Nancy arm war. Mit Eliza hatte er drei Söhne und drei Töchter: Lucy, John David senior, William Avery junior, Mary Ann, Franklin und Frances, die jung starb. Mit seiner Haushälterin und Nebenfrau Nancy Brown hatte er zwei weitere Kinder. Er unterhielt als Bigamist Beziehungen zu mehreren Frauen gleichzeitig.
Am 26. Juli 1849 wurde er in Auburn wegen Vergewaltigung mit vorgehaltener Waffe angeklagt. Das mutmaßliche Opfer, Ann Vanderbeak, hatte im Haushalt der Rockefellers gearbeitet. William Cooper, der Arzt der Familie Rockefeller, wurde ebenfalls wegen Übergriffen mit der Absicht, Ann Vanderbeak zu vergewaltigen, angeklagt. Aufgrund der Anschuldigungen verkaufte William sein Haus in Moravia und zog nach Owego, möglicherweise um einem Prozess zu entgehen. Vier Tage später verklagte Elizas Vater Bill Rockefeller vor dem Obersten Gerichtshof von Cayuga, weil er eine Schuld von 1.175 Dollar nicht bezahlt hatte. In seinem Plädoyer heißt es, Bill habe ihn um Hilfe bei seiner Kaution für die Vergewaltigungsanklage gebeten, aber Elizas Vater habe Bill seitdem nicht mehr gesehen. Eliza teilte den Behörden mit, dass ihr Mann „untergetaucht und im Staat nicht mehr auffindbar“ sei und seine Familie mittellos zurückgelassen habe.
In der Folgezeit nahm er den Namen Dr. Bill Levingston an und arbeitete als reisender Händler, wobei er angebliche Wundermittel und Kräuterelixiere verkaufte. Er handelte auch mit Pferden und kaufte einmal in Syracuse eine große Menge Salz. Landspekulationen waren ein weiterer Teil seines Geschäfts, und der Verkauf von Elixieren diente dazu, ihn mit Bargeld zu versorgen und seine Landgeschäfte zu finanzieren. Er verlieh Kredite an Landwirte zu zwölf Prozent Zinsen und versuchte die Höfe von Landwirten zu übernehmen, welche die hohen Zinsen nicht zurückzahlen konnten. Nachdem er den neuen Namen angenommen hatte, heiratete er 1856 Margaret Allen in Ontario, Kanada. Bill und Margaret hatten keine gemeinsamen Kinder. Formell blieb er bis zum Ende seines Lebens mit Eliza Davison verheiratet.
Obwohl er seine Söhne im Teenageralter verlassen hatte, hatte er noch gelegentlichen Kontakt zu ihnen. John David lieh sich 1859 knapp 1.000 Dollar von seinem Vater zu 10 Prozent Zinsen für den Aufbau seiner eigenen geschäftlichen Tätigkeiten. Der Verbleib von William Rockefeller erregte das Aufsehen der amerikanischen Presse, nachdem seine Söhne reich und berühmt geworden waren. Joseph Pulitzer setzte eine Belohnung von 8.000 Dollar für Informationen über „Doc Rockefeller“ aus, von dem bekannt war, dass er noch lebte und einen falschen Namen trug, dessen Aufenthaltsort aber ein Familiengeheimnis war. Trotz spärlicher Hinweise aus Interviews mit Familienmitgliedern und einer 18-monatigen Suche gelang es den Journalisten nicht, ihn vor seinem Tod aufzuspüren. 
Rockefeller lebte unter seinem Decknamen einige Zeit in Park River, North Dakota. Er starb am 11. Mai 1906 in Freeport, Illinois, im Alter von 95 Jahren. Er wurde dort begraben. John D. Rockefeller hat die Wahrheit über das Leben seines Vaters als Bigamist nie öffentlich zugegeben, und die Kosten für Bills Grabstein wurden aus dem Nachlass seiner zweiten Frau bezahlt.